# Atlantikwall auf Terschelling

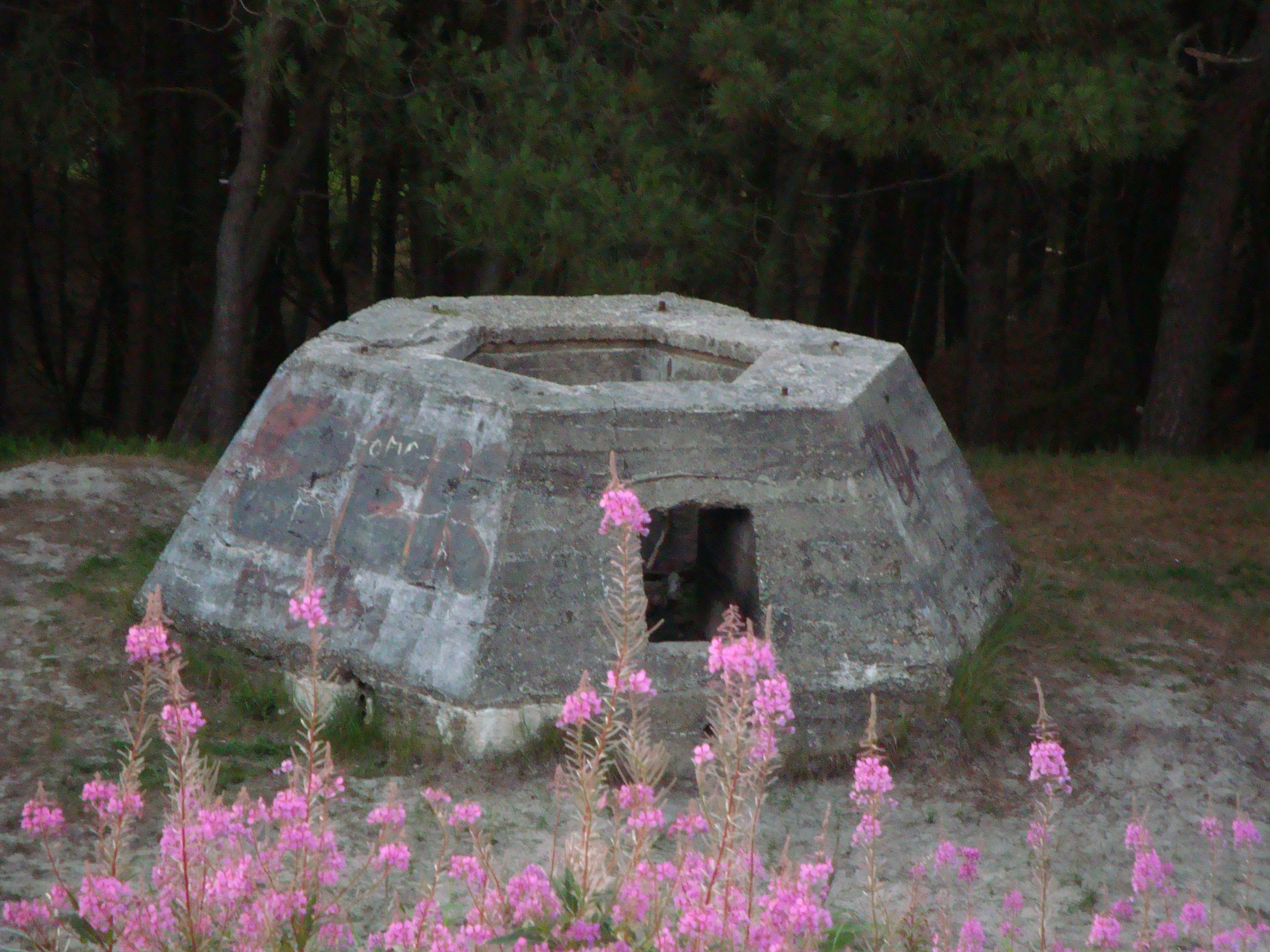
Bunkerteil des Atlantikwalls auf Terschelling

Als Teil des Atlantikwalls wurden auf der niederländischen Insel Terschelling im Laufe des Zweiten Weltkrieges mehrere Bunker, die Radaranlagen „Tiger“ und andere militärische Anlagen errichtet. Einige Anlagen sind bis heute erhalten geblieben und können besichtigt werden. An der Tigerstellung in West-Terschelling wurde dazu ein Bunkermuseum eingerichtet.

## Entstehung
Mit der  Lage im Wattenmeer wurde die Insel Terschelling Teil des Atlantikwalls, um einer eventuellen Invasion der Alliierten über die Westfriesischen Inseln vorzubeugen.
In diesem Zusammenhang ließen die deutschen Besatzer viele Bunker sowie die Radaranlage „Tiger“ zur Überwachung des von England kommenden Flugverkehrs errichten.
Bis zu 600 Arbeiter wurden dazu vom Festland nach Terschelling gebracht. Ab 1942 wurden die Einheimischen zur Mitarbeit gezwungen.
In der Zeit der Besatzung waren auf Terschelling zeitweise bis zu 2200 deutsche Soldaten stationiert.

## Heutiger Zustand
Nach dem Krieg wurden große Teile der militärischen Anlagen gesprengt. Viele Bunkerreste sind jedoch bis heute in den Dünen und Wäldern zu finden. Teilweise sind ganze begehbare Räume unter- und oberirdisch vorhanden. Große Teile der Radarstation sind bis heute komplett erhalten und dienen als Garage und Funkstation.

## Bunkermuseum
An der ehemaligen Tigerstellung in West-Terschelling wurde das Bunker Museum Terschelling eingerichtet. Dazu wurden unter anderem Sand und Trümmer aus den Bunkern entfernt sowie teilweise Strom installiert. Auch im Bunkermuseum gezeigt wird unter anderem eine am Terschellinger Strand angespülte Rettungsboje der Deutschen Luftwaffe. Diese Bojen wurden 1940 installiert und sollten der Rettung von Piloten notgewasserter deutscher Flugzeuge bei Einsätzen über dem Ärmelkanal dienen. Zudem sind im Museum Teile von Flugzeugwracks ausgestellt.

## Galerie

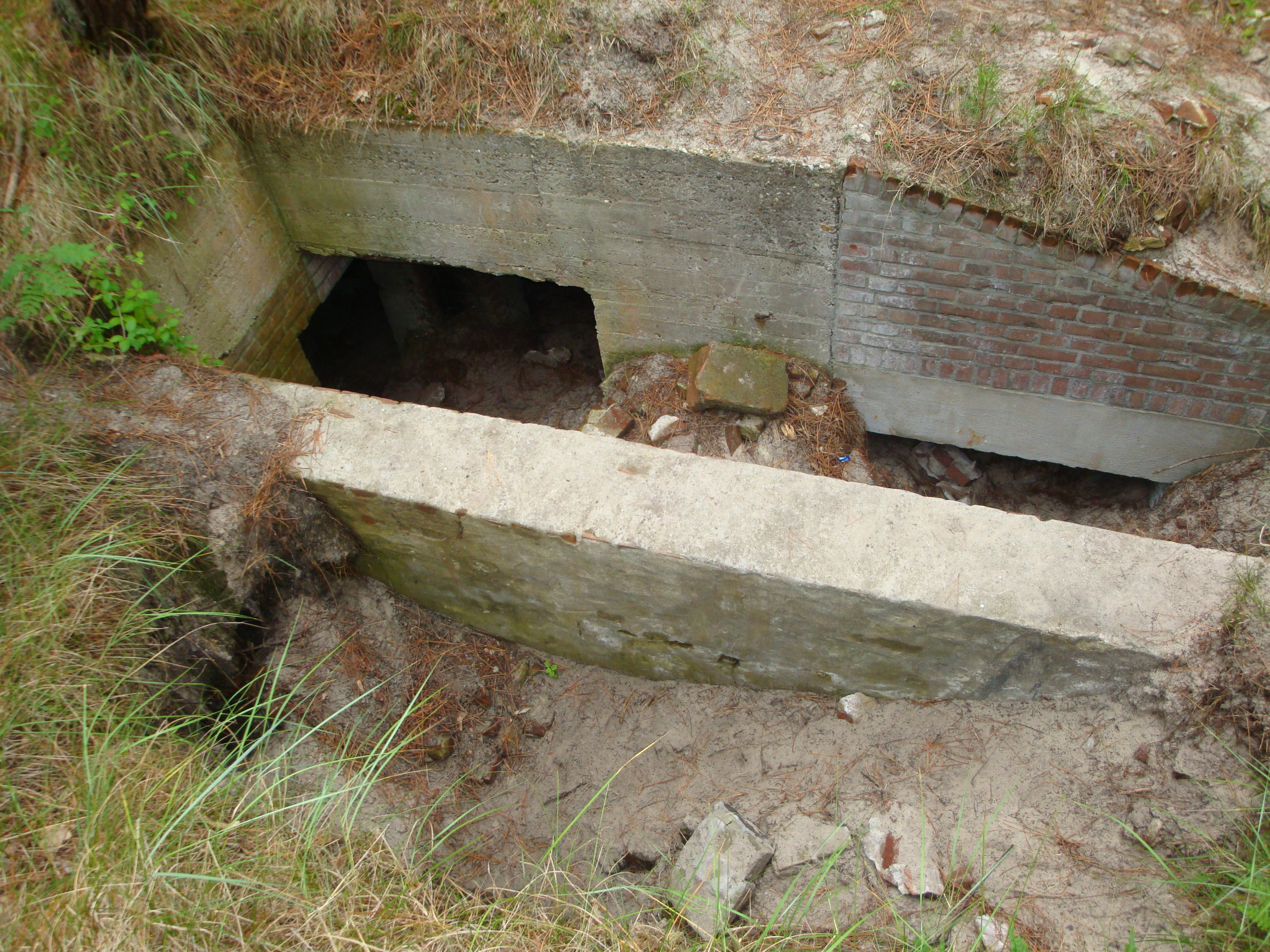
Eingang zu einem unterirdischen Bunker der „Tiger“ Anlage 53° 22′ 14,6″ N, 5° 13′ 47,8″ O
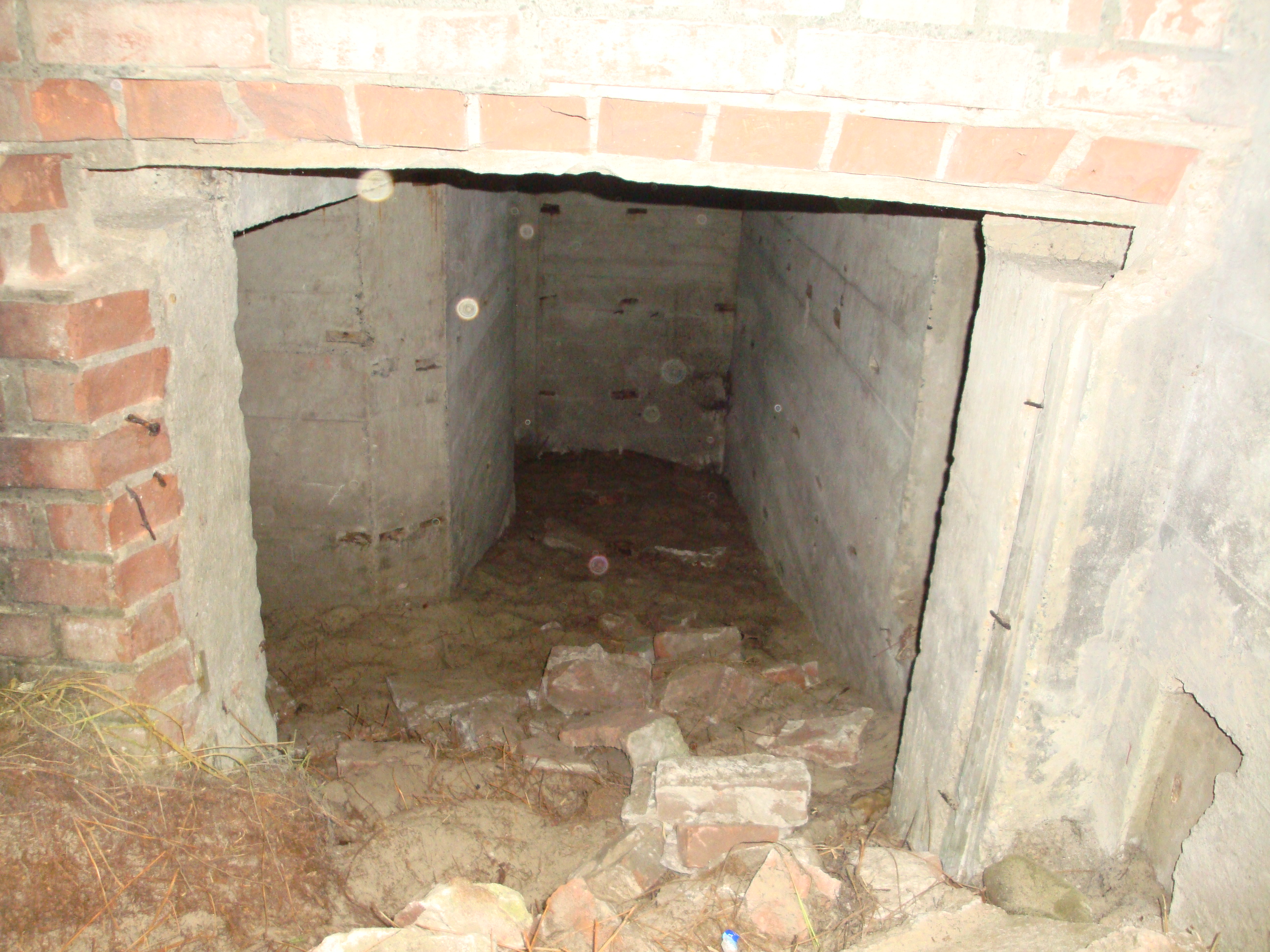
Blick in den Eingang des Bunkers
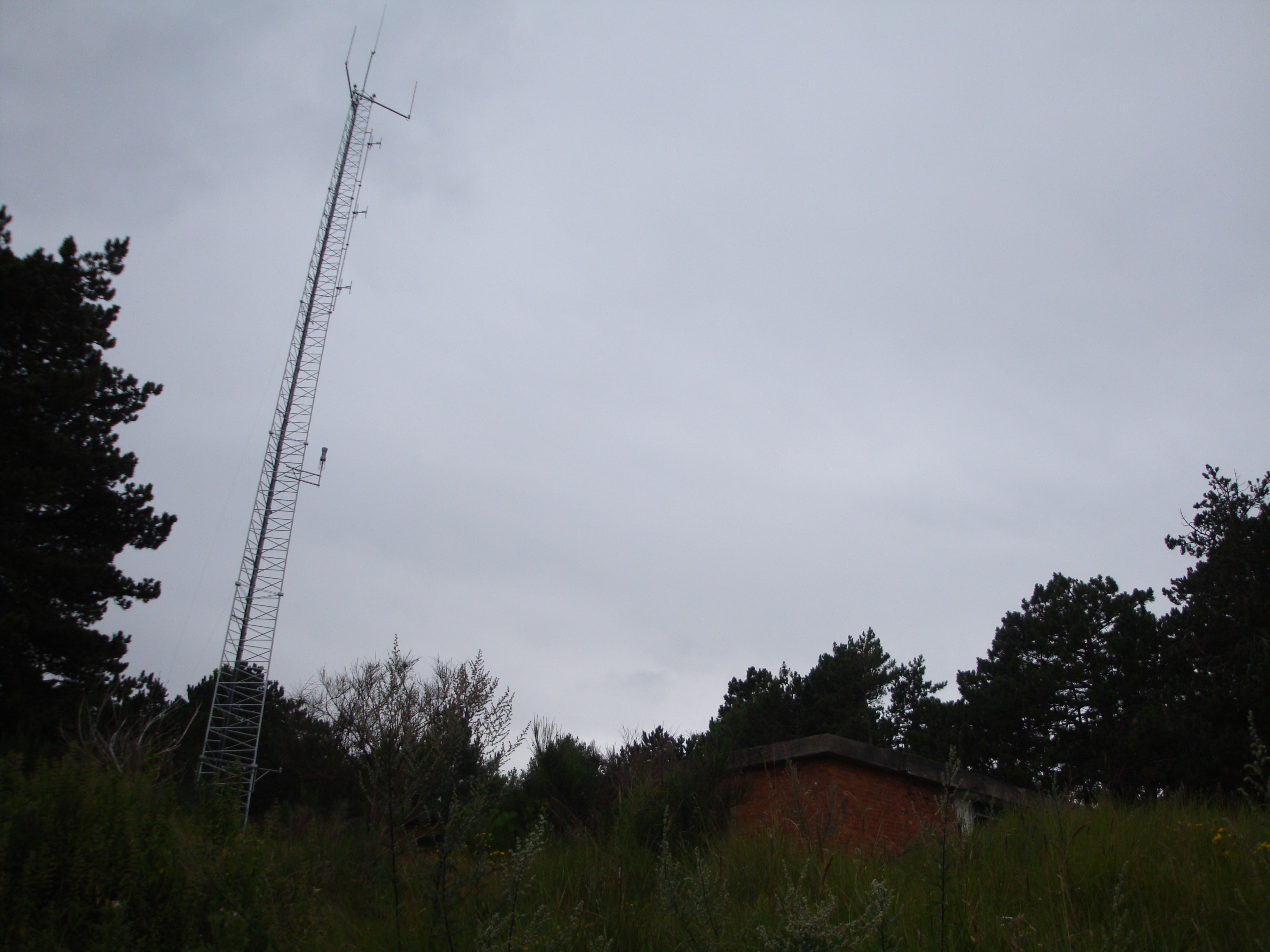
Als neue Funkstation genutzte Gebäude der „Tiger“ 53° 22′ 11,4″ N, 5° 13′ 48,8″ O
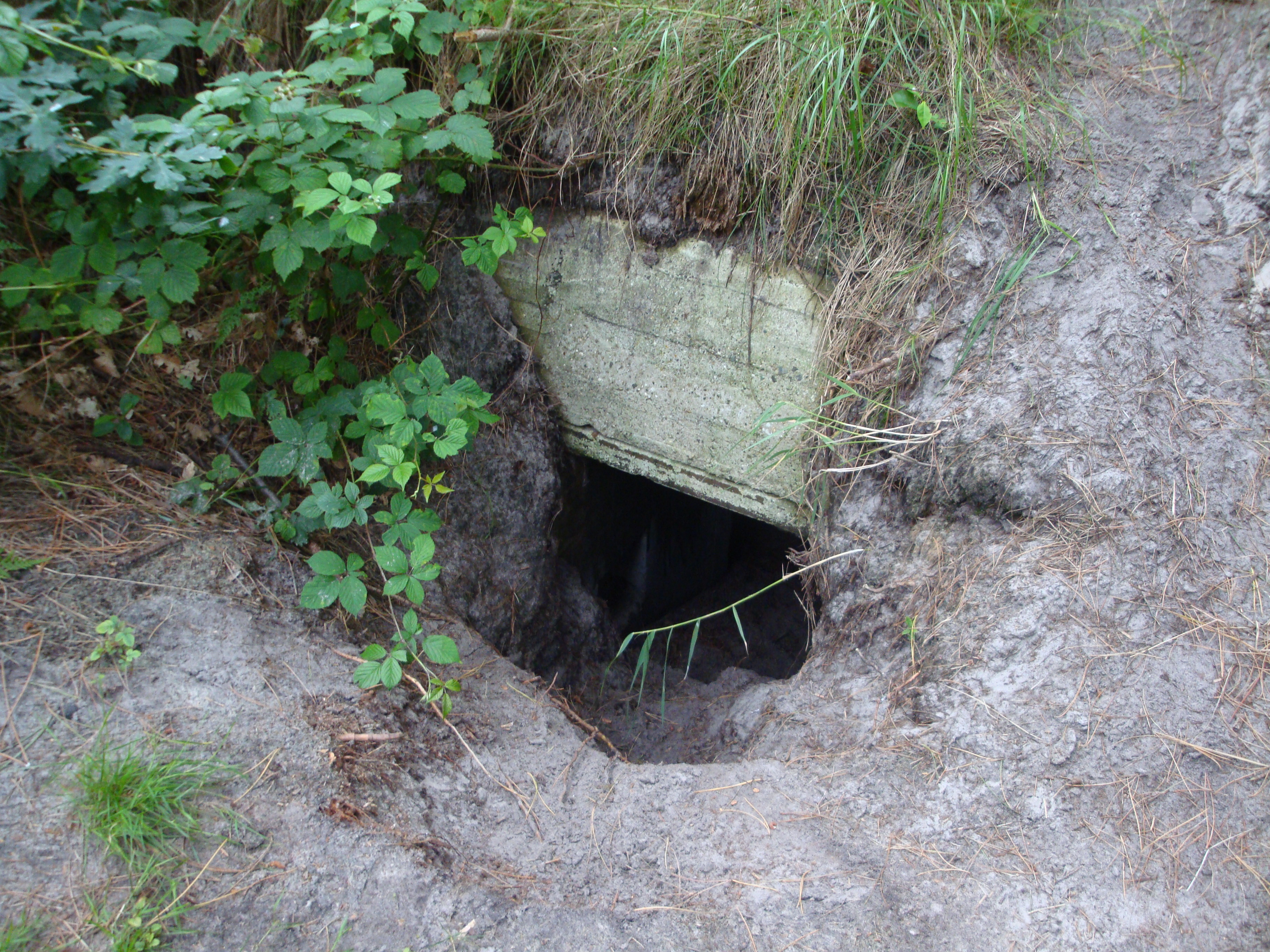
Einer der unzähligen in den Dünen und Wäldern versteckten Eingänge zu einer Bunkeranlage 53° 22′ 14,5″ N, 5° 13′ 50″ O